# Врабель Олександр Михайлович
Олександр Михайлович Врабель (26 лютого 1931, Іванівці — 6 травня 2002, Львів) — український співак (баритон), народний артист УРСР (з 1972 року).

## Життєпис
Народився 26 лютого 1931 року в селі Іванівцях (тепер Мукачівського району Закарпатської області).
В 1960 році закінчив Львівську консерваторію (клас Олександра Карпатського). З 1957 по 1993 рік — соліст Львівського театру опери та балету імені Івана Франка.
- 1959 рік — лауреат 1-го Українського конкурсу молодих співаків;
- 1962 рік — дипломант Всесоюзного конкурсі імені М. Глінки;
- 1963 рік — 3-я премія на Міжнародному конкурсі молодих оперних співаків у Софії.

Член КПРС з 1972 року. З 1978 року — викладач співу, професор Львівської державної консерваторії. Серед його випускників — лауреати міжнародних, всесоюзних, республіканських конкурсів: С. П'ятничко, О. Теліга, М. Швидків, В. Понайда, А. Хавунка, М. Блаженко.
Помер 2002 року у Львові. Похований на Личаківському цвинтарі у Львові, поле № 79.

## Творчість
У репертуарі співака 60 оперних партій, серед них:
- Ріголетто, Граф ді Луна, Амонасро, Жермон, Дон Карлос, Родріго в операх Дж. Верді;
- Скарпіа («Тоска» Дж. Пуччіні);
- Барнаба («Джоконда» А. Понк'єллі);
- Вольфрам («Тангейзер» Р. Вагнера);
- Сільвіо, Тоніо («Паяци» Р. Леонкавалло);
- Ескамільйо та Зурга («Кармен» і «Шукачі перлів» Ж. Бізе);
- Дон-Жуан («Дон-Жуан» В. А. Моцарта);
- Валентин («Фауст» Ш. Гуно);
- Князь Ігор («Князь Ігор» О. Бородіна);
- Онєгін, Роберт, Єлецький («Євгеній Онєгін», «Іоланта», «Пікова дама» П. Чайковського);
- Демон («Демон» А. Рубінштейна);
- Шакловитий («Хованщина» М. Мусоргського);
- Алеко («Алеко» С. Рахманінова);
- Грязной («Царева наречена» М. Римського-Корсакова);
- Троєкуров («Дубровський» Е. Направника);
- Андрій Болконський, Фердинанд («Війна і мир», «Дуенья» С. Прокоф'єва);
- Михайло Гурман, Зорге («Украдене щастя», «Ріхард Зорге» Ю. Мейтуса);
- Гнат («Назар Стодоля» К. Данькевича);
- Тугар Вовк («Золотий обруч» Б. Лятошинського);
- Гриць («У неділю рано…» В. Кирейка);

Був учасником усіх декад українського мистецтва на теренах Радянського Союзу. Гастролював у Болгарії, Німеччині, Польщі, Угорщині, Чехії, Фінляндії, Індії, Сінгапурі, Канаді, Філіппінах, США.
У видавництві «Музична Україна» у Києві 1982 року було видано збірник «Українські народні пісні з репертуару Олександра Врабеля».

## Відзнаки
Нагороджений Почесною грамотою Президії Верховної Ради УРСР, орденом Дружби народів та медаллю «Ветеран праці» за довголітню та високопрофесійну працю.